# Симптом Піка
Симптом Пі́ка (англ. Pick symptom) — діагностичний очний симптом, який виявляється у розпал гарячки паппатачі. Є разом з симптомами Тауссіга патогномонічними для цієї інфекційної хвороби.
Являє собою обмежену різко виражену ін'єкцію кровоносних судин зовнішнього або внутрішнього кута склер у вигляді трикутника, поверненого вершиною до райдужної оболонки.
Симптом описав у 1896 році під час спостереження за хворими з цією патологією австро-угорський військовий лікар А. Пік.